# Cattedrale di Cuenca
La cattedrale di Santa Maria e San Giuliano di Cuenca (in spagnolo: catedral de Santa María y San Julián de Cuenca) è il principale luogo di culto del comune di Cuenca, in Spagna, sede vescovile dell'omonima diocesi.
I lavori di costruzione si iniziarono nel 1196 e si conclusero nel 1257. Lo stile è gotico anglo-normanno, come le cattedrali di Soissons, Laon e Parigi. Il tempio è di grandi dimensioni, ha una lunghezza di 120 metri e 36 metri di altezza, nella sua area centrale interna, occupa una superficie di 10.000 metri quadrati.
Nel corso dei secoli la cattedrale ha subito diversi restauri e aggiunte: nel XV secolo si ricostruì la testata gotica, nel XVI secolo si rinnovò quasi per completo l'esterno, nel XVII secolo si costruì la cappella del tabernacolo e nel secolo XVIII si costruì il nuovo altare maggiore.

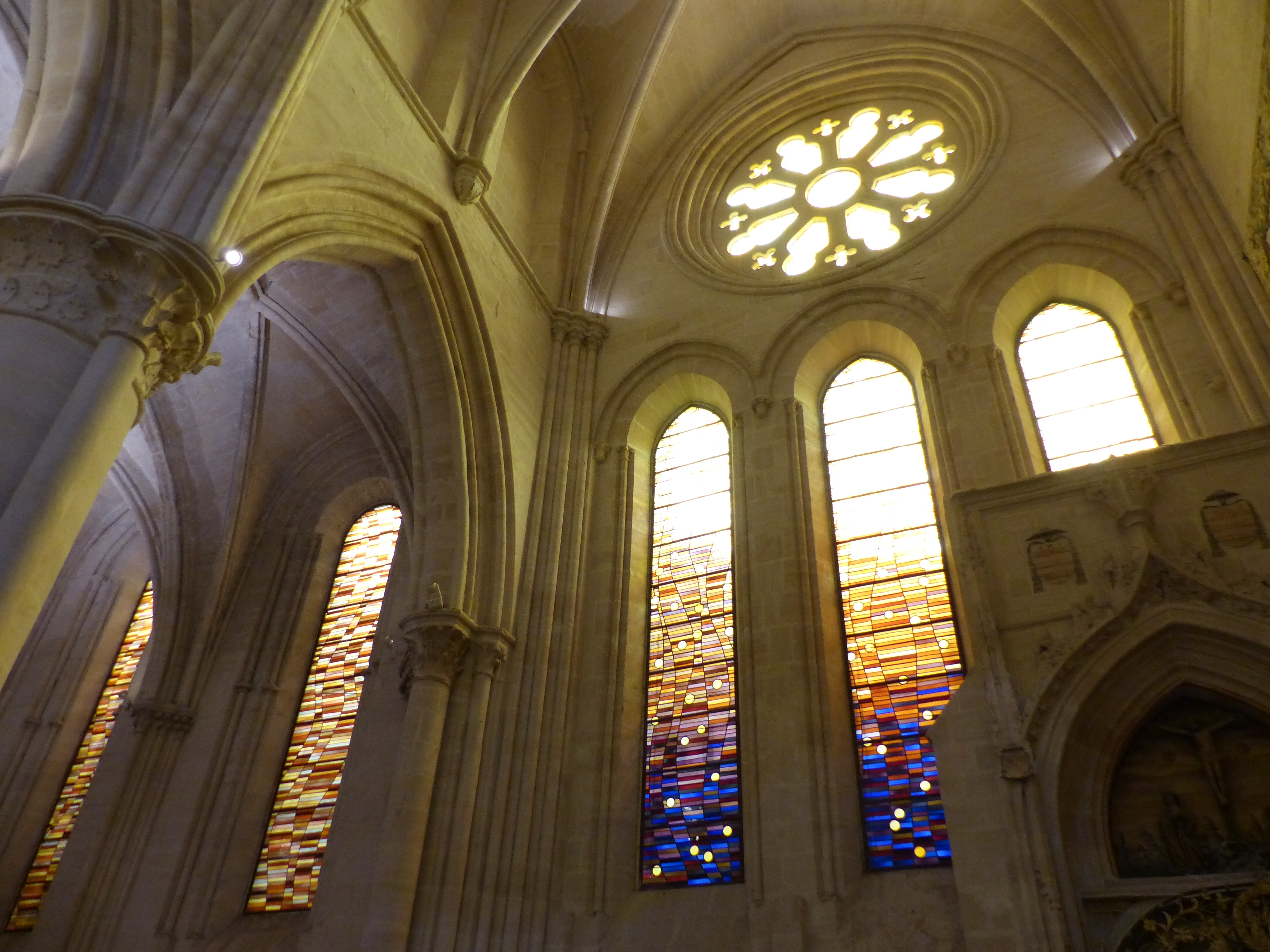
Interno

## Iconografia
Dalle letture del Libro dell'Apocalisse e dei Secoli ne Le Profezie di Nostradamus, lo studioso e architetto Rodrigo de Luz concluse che il Graal fu salvato e conservato in questa cattedrale. Di conseguenza, la Cattedrale di Cuenca e tutti coloro che vi si rifugiano saranno salvati nella rivelazione finale. Identifica la cattedrale con la descrizione della Nuova Gerusalemme nel Libro dell'Apocalisse, con la forza delle sue 12 porte ad arco, ognuna con 12 angeli. Ogni angelo di pietra ha un'espressione cupa e tiene un libro con l'eccezione di uno, che sorride e tiene in mano un calice. Questo viene interpretato come un riferimento nascosto alla leggenda del Santo Graal.
È stato affermato che ci sono altri messaggi nascosti nell'iconografia della cattedrale e della città di Cuenca, tra cui uno stemma con una tazza con un ottagono o una stella a otto punte, simbolo del cavaliere templare.